# Luis Uribe Orrego
Luis Uribe Orrego (Copiapó, 13 de agosto de 1847-Valparaíso, 17 de julio de 1914) fue un marino chileno de origen vasco, que se destacó en sus actuaciones durante la Guerra del Pacífico y en la Comandancia General de la Marina chilena.

## Primeros años e ingreso a la Escuela Naval

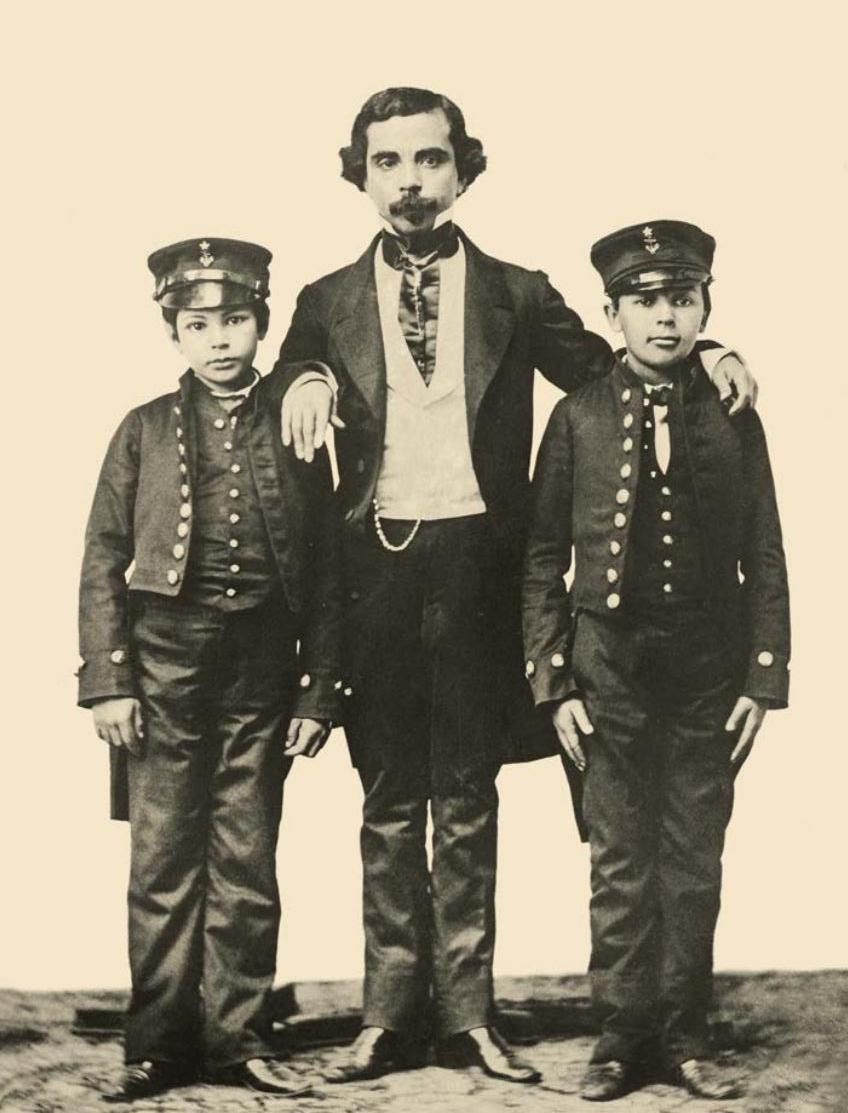
Arturo Prat, Jacinto Chacón (padrastro de Luis) y Luis Uribe (de izquierda a derecha). Fotografía tomada el 28 de agosto de 1858, día del ingreso de Prat y Uribe a la Escuela Naval del Estado.

Hijo de Juan José Uribe y Rosario Orrego, nació en Copiapó en 1847. A la muerte de su padre, su madre inició una relación con Jacinto Chacón, intelectual y político liberal, y con quien que más tarde contrajo matrimonio (1874).
Pese a que su madre y sus hermanas deseaban que fuese escritor, el 28 de agosto de 1858 el joven Luis ingresó a la Escuela Naval del Estado, gracias a una de las dos becas por provincia que el presidente Manuel Montt otorgaba para el ingreso a ésta. La otra beca fue adjudicada por Arturo Prat, sobrino de Chacón, que se transformó en uno de los mejores amigos de Uribe durante su permanencia en la escuela, y en su vida profesional dentro de la institución.

## Carrera en la Marina
Discípulo de Juan Williams Rebolledo, egresó de la Escuela Naval como Aspirante a Guardiamarina, el 16 de julio de 1861. Participó como cadete en prácticas marinas y de navegación en la corbeta Esmeralda, el vapor Independencia y el bergantín Meteoro.
El 3 de julio de 1868 se incorporó a la corbeta O'Higgins, y el 11 de enero de 1869 fue ascendido a Teniente 2.º.
El 15 de julio de 1872 es enviado a Gran Bretaña, para supervisar los astilleros donde se construirían tres barcos chilenos. Allí sería, además, ascendido a Teniente 1.º en 1873. Ese mismo año se casa con una viuda inglesa, sin autorización del jefe de la misión en Inglaterra, el almirante José Goñi Prieto. Para el 23 de marzo de 1874 se encontraba suspendido de su cargo, acusado de desobediencia y desacato a Goñi Prieto, por lo que recurrió a la defensa de su amigo Prat, quien se había titulado de abogado por entonces. Luego de un largo proceso, y gracias a la defensa de Prat, fue finalmente exonerado.
En 1875 fue premiado en la Exposición Internacional de Santiago de ese año por trabajar en una comisión hidrográfica en las costas del Aconcagua.

## Actuación en la Guerra del Pacífico
Al declararse la Guerra del Pacífico, el 20 de mayo de 1879 Uribe es nombrado 2.º Comandante de la corbeta Esmeralda, siendo su superior el mismo Prat. Junto a la goleta Covadonga cumplían la tarea de bloquear el puerto peruano de Iquique. Tras encontrarse con los buques peruanos, el monitor Huáscar y la fragata Independencia, las naves chilenas se traban en combate. La Esmeralda sufre el espolón del monitor Huáscar, durante el cual muere el comandante Prat al haber abordado.
Uribe asume el mando de la Esmeralda, la cual sufre dos espolonazos más antes de hundirse. Los náufragos son recogidos por los botes salvavidas del Huáscar. Entre los sobrevivientes se encuentra Uribe, quien es conducido como prisionero de guerra a la localidad peruana de Tarma. Mientras permanecía prisionero, en Chile era ascendido a Capitán de Fragata el 16 de junio.

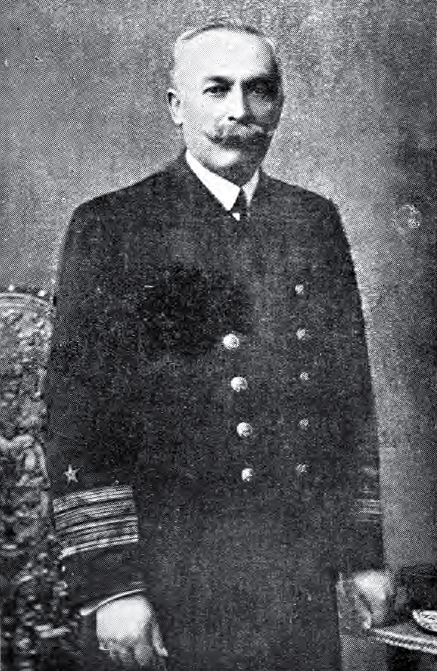
Uribe como vicealmirante.
Fotografía h. finales del.

En noviembre de 1879 fue liberado al ser canjeado como prisionero de guerra, volviendo a Valparaíso, para incorporarse como Comandante de la cañonera Pilcomayo, que transportaría a las tropas chilenas que invadirían Perú. Fue ascendido a Capitán de Navío en 1884.
Posteriormente, Uribe narraría su experiencia en su libro "Los Combates Navales del Pacífico". El miércoles 21 de mayo de 1879, la Esmeralda y la Covadonga bloquean el puerto de Iquique, el Huascar y la Independencia vienen a desbloquear el puerto, Arturo Prat arenga a sus marineros y oficiales entre ellos Luis Uribe Orrego, la Independencia va en persecución de la Covadonga mientras que el Huascar se queda a combatir con la Esmeralda, el Huascar da un espolónazo al Huascar, el comandante Prat salta al abordaje seguido del Sargento Aldea pero son abatidos en cubierta, en ese momento el teniente Luis Uribe Orrego asume el mando de la Corbeta Esmeralda convocando una reunión de oficiales y clavando sus banderas a los mástiles, decidiendo continuar la lucha hasta el final, al segundo espolónazo, el teniente Ignacio Serrano y otros 11 marineros abordan el Huascar sufriendo la misma suerte que su comandante, al último espolónazo la Esmeralda se hunde con su último cañonazo y la bandera a tope. Los homenajes actualmente hacia Luis Uribe Orrego se encuentran en Iquique y Valparaíso, el monumento "los héroes de Iquique" y el museo "Corbeta Esmeralda".

## Últimos años y muerte
Siguió trabajando en la Armada después del fin de la guerra, en 1884, siendo Gobernador de Valparaíso y Director del Círculo Naval y, entre 1892 y 1895, siendo Director de la Escuela Naval. Tras su ascenso a Vicealmirante, se retiró el 23 de agosto de 1899. Después se desempeñó como Ministro de Guerra y Marina e Intendente de Valparaíso.
Retirado de la vida pública y siguió escribiendo en la tranquilidad de su hogar.
Falleció el 17 de julio de 1914, en Valparaíso.
| Predecesor: Juan José Latorre Benavente | Comandante general de Marina 1887 – 1889 | Sucesor: Juan Williams Rebolledo |

## Obras escritas
- Luis Uribe Orrego, Los oríjenes de nuestra marina militar, volúmenes 1-3, 1894
- Luis Uribe Orrego, Los oríjenes de nuestra marina militar, volumen 3, 1891
- Luis Uribe Orrego, Las operaciones navales durante la guerra entre Chile y la Confederación Perú-Boliviana, 1891